# Liga ACB 2009-10
La temporada 2009-10 de la Liga ACB se inició el 10 de octubre de 2009 y finalizó la fase regular con la disputa de la 34.ª jornada los días 15 y 16 de mayo. El playoff por el título se inició el 20 y 21 de mayo con los emparejamientos de cuartos de final, finalizando el 15 de junio con el último partido de la final.
Esta temporada la competición volvió a contar con 18 equipos tras la inscripción del Obradoiro, aunque se ha visto obligado a realizar una serie de ajustes. El CB Valladolid y el Meridiano Alicante jugarán después de ascender de la Liga LEB Oro, donde serán sustituidos por el CAI Zaragoza y el ViveMenorca, que ocuparon las plazas de descenso la temporada anterior.

## Equipos

### Clasificación Liga regular
| Pos | Equipo                      | J  | G  | P  | PF   | PC   |
| --- | --------------------------- | -- | -- | -- | ---- | ---- |
| 1   | Regal FC Barcelona          | 34 | 31 | 3  | 2736 | 2202 |
| 2   | Caja Laboral Baskonia       | 34 | 27 | 7  | 2734 | 2484 |
| 3   | Real Madrid CF              | 34 | 27 | 7  | 2762 | 2442 |
| 4   | Power Electronics Valencia  | 34 | 23 | 11 | 2637 | 2563 |
| 5   | Unicaja Málaga              | 34 | 19 | 15 | 2721 | 2545 |
| 6   | Cajasol Sevilla             | 34 | 19 | 15 | 2406 | 2334 |
| 7   | Asefa Estudiantes           | 34 | 19 | 15 | 2672 | 2620 |
| 8   | Gran Canaria 2014           | 34 | 17 | 17 | 2560 | 2544 |
| 9   | Bizkaia Bilbao Basket       | 34 | 16 | 18 | 2538 | 2551 |
| 10  | CB Granada                  | 34 | 15 | 19 | 2622 | 2690 |
| 11  | DKV Joventut Badalona       | 34 | 15 | 19 | 2639 | 2712 |
| 12  | Suzuki Manresa              | 34 | 14 | 20 | 2440 | 2563 |
| 13  | Blancos de Rueda Valladolid | 34 | 13 | 21 | 2484 | 2631 |
| 14  | Lagun Aro GBC               | 34 | 13 | 21 | 2500 | 2667 |
| 15  | Meridiano Alicante          | 34 | 13 | 21 | 2563 | 2696 |
| 16  | Ayuda en Acción Fuenlabrada | 34 | 12 | 22 | 2549 | 2733 |
| 17  | Xacobeo Blu:sens            | 34 | 8  | 26 | 2519 | 2814 |
| 18  | CB Murcia                   | 34 | 5  | 29 | 2499 | 2790 |

|  | Campeón, clasificado para la Euroliga |
|  | Clasificados para Euroliga            |
|  | Clasificados para la Eurocup          |
|  | Descienden a Liga LEB                 |

J = Partidos Jugados; G = Partidos Ganados; P = Partidos perdidos; PF = Puntos a favor; PC = Puntos en contra

## Play Off por el título
|  | Cuartos de final                         | Cuartos de final                         |                         |                         | Semifinales                                      | Semifinales                                      |  |                      | Final                                     | Final                                     |  |
|  | 20 - 24 de mayo - al mejor de 3 partidos | 20 - 24 de mayo - al mejor de 3 partidos |                         |                         | 27 de mayo - 6 de junio - al mejor de 5 partidos | 27 de mayo - 6 de junio - al mejor de 5 partidos |  |                      | 10 - 15 de junio - al mejor de 5 partidos | 10 - 15 de junio - al mejor de 5 partidos |  |
|  |                                          |                                          |                         |                         |                                                  |                                                  |  |                      |                                           |                                           |  |
|  |                                          |                                          |                         |                         |                                                  |                                                  |  |                      |                                           |                                           |  |
|  | 1 Regal FC Barcelona                     | 2                                        |                         |                         |                                                  |                                                  |  |                      |                                           |                                           |  |
|  | 1 Regal FC Barcelona                     | 2                                        |                         |                         |                                                  |                                                  |  |                      |                                           |                                           |  |
|  | 8 Gran Canaria 2014                      | 0                                        |                         |                         |                                                  |                                                  |  |                      |                                           |                                           |  |
|  | 8 Gran Canaria 2014                      | 0                                        |                         | 1 Regal FC Barcelona    | 3                                                |                                                  |  |                      |                                           |                                           |  |
|  |                                          |                                          |                         | 1 Regal FC Barcelona    | 3                                                |                                                  |  |                      |                                           |                                           |  |
|  |                                          |                                          | 5 Unicaja Málaga        | 0                       |                                                  |                                                  |  |                      |                                           |                                           |  |
|  | 4 Power Electronics Valencia             | 0                                        | 5 Unicaja Málaga        | 0                       |                                                  |                                                  |  |                      |                                           |                                           |  |
|  | 4 Power Electronics Valencia             | 0                                        |                         |                         |                                                  |                                                  |  |                      |                                           |                                           |  |
|  | 5 Unicaja Málaga                         | 2                                        |                         |                         |                                                  |                                                  |  |                      |                                           |                                           |  |
|  | 5 Unicaja Málaga                         | 2                                        |                         |                         |                                                  |                                                  |  | 1 Regal FC Barcelona | 0                                         |                                           |  |
|  |                                          |                                          |                         |                         |                                                  |                                                  |  | 1 Regal FC Barcelona | 0                                         |                                           |  |
|  |                                          |                                          | 2 Caja Laboral Baskonia | 3                       |                                                  |                                                  |  |                      |                                           |                                           |  |
|  | 2 Caja Laboral Baskonia                  | 2                                        | 2 Caja Laboral Baskonia | 3                       |                                                  |                                                  |  |                      |                                           |                                           |  |
|  | 2 Caja Laboral Baskonia                  | 2                                        |                         |                         |                                                  |                                                  |  |                      |                                           |                                           |  |
|  | 7 Asefa Estudiantes                      | 0                                        |                         |                         |                                                  |                                                  |  |                      |                                           |                                           |  |
|  | 7 Asefa Estudiantes                      | 0                                        |                         | 2 Caja Laboral Baskonia | 3                                                |                                                  |  |                      |                                           |                                           |  |
|  |                                          |                                          |                         | 2 Caja Laboral Baskonia | 3                                                |                                                  |  |                      |                                           |                                           |  |
|  |                                          |                                          | 3 Real Madrid CF        | 2                       |                                                  |                                                  |  |                      |                                           |                                           |  |
|  | 3 Real Madrid CF                         | 2                                        | 3 Real Madrid CF        | 2                       |                                                  |                                                  |  |                      |                                           |                                           |  |
|  | 3 Real Madrid CF                         | 2                                        |                         |                         |                                                  |                                                  |  |                      |                                           |                                           |  |
|  | 6 Cajasol Sevilla                        | 1                                        |                         |                         |                                                  |                                                  |  |                      |                                           |                                           |  |
|  | 6 Cajasol Sevilla                        | 1                                        |                         |                         |                                                  |                                                  |  |                      |                                           |                                           |  |
|  |                                          |                                          |                         |                         |                                                  |                                                  |  |                      |                                           |                                           |  |

| Campeón de la Liga ACB 2009-10      |
| ----------------------------------- |
| Caja Laboral Baskonia Tercer título |

## Nominaciones

### Quinteto ideal de la temporada
| Posición  | Jugador             | Equipo                |
| --------- | ------------------- | --------------------- |
| Base      | Ricky Rubio         | Regal FC Barcelona    |
| Escolta   | Juan Carlos Navarro | Regal FC Barcelona    |
| Alero     | Carlos Suárez       | Asefa Estudiantes     |
| Ala-pívot | Erazem Lorbek       | Regal FC Barcelona    |
| Pívot     | Tiago Splitter      | Caja Laboral Baskonia |

|  | MVP de la temporada |

### MVPde la final
| Posición | Jugador        | Equipo                |
| -------- | -------------- | --------------------- |
| Pívot    | Tiago Splitter | Caja Laboral Baskonia |

### Jugador revelación de la temporada
| Posición | Jugador         | Equipo     |
| -------- | --------------- | ---------- |
| Pívot    | Richard Hendrix | CB Granada |

### Mejor entrenador
| Entrenador     | Equipo             |
| -------------- | ------------------ |
| Xavier Pascual | Regal FC Barcelona |

### Jugador de la jornada
| Jornada | Jugador              | Equipo                      | Valoración |
| ------- | -------------------- | --------------------------- | ---------- |
| 1       | Esteban Batista      | Ayuda en Acción Fuenlabrada | 31         |
| 2       | Gerald Fitch         | Ayuda en Acción Fuenlabrada | 37         |
| 3       | Chris Moss           | CB Murcia                   | 32         |
| 3       | Chris Thomas         | Ayuda en Acción Fuenlabrada | 32         |
| 4       | Gerald Fitch (2)     | Ayuda en Acción Fuenlabrada | 44         |
| 5       | Rafa Martínez        | Power Electronics Valencia  | 24         |
| 6       | Mirza Teletović      | Caja Laboral Baskonia       | 34         |
| 7       | Román Montañez       | Suzuki Manresa              | 36         |
| 8       | Novica Veličković    | Real Madrid CF              | 36         |
| 9       | Esteban Batista (2)  | Ayuda en Acción Fuenlabrada | 29         |
| 10      | Rafa Martínez (2)    | Power Electronics Valencia  | 36         |
| 11      | Marko Banić          | Bizkaia Bilbao Basket       | 25         |
| 12      | Tariq Kirksay        | Cajasol Sevilla             | 30         |
| 13      | Rafael Hettsheimeir  | Xacobeo Blu:sens            | 35         |
| 14      | Joe Ingles           | CB Granada                  | 40         |
| 15      | Gerald Fitch (3)     | Ayuda en Acción Fuenlabrada | 42         |
| 16      | Diego García         | Blancos de Rueda Valladolid | 47         |
| 17      | Clay Tucker          | DKV Joventut Badalona       | 44         |
| 18      | Chris Lofton         | Asefa Estudiantes           | 28         |
| 19      | Gerald Fitch (4)     | Ayuda en Acción Fuenlabrada | 30         |
| 20      | Joe Ingles (2)       | CB Granada                  | 34         |
| 21      | Nando de Colo        | Power Electronics Valencia  | 37         |
| 22      | Axel Hervelle        | Bizkaia Bilbao Basket       | 36         |
| 23      | Federico Van Lacke   | Blancos de Rueda Valladolid | 33         |
| 24      | Carlos Suárez        | Asefa Estudiantes           | 35         |
| 25      | Kostas Vasileiadis   | Xacobeo Blu:sens            | 35         |
| 26      | Esteban Batista (3)  | Ayuda en Acción Fuenlabrada | 33         |
| 27      | Matt Nielsen         | Power Electronics Valencia  | 32         |
| 28      | Juan Carlos Navarro  | Regal FC Barcelona          | 32         |
| 29      | Jaycee Carroll       | Gran Canaria 2014           | 31         |
| 30      | Duško Savanović      | Cajasol Sevilla             | 40         |
| 31      | Álex Mumbrú          | Bizkaia Bilbao Basket       | 37         |
| 32      | Txemi Urtasun        | Meridiano Alicante          | 26         |
| 33      | Juan Pedro Gutiérrez | CB Granada                  | 31         |
| 34      | Miloš Vujanić        | CB Murcia                   | 32         |

### Jugador del mes
| Mes       | Jornadas | Jugador            | Equipo                      | Valoración |
| --------- | -------- | ------------------ | --------------------------- | ---------- |
| Octubre   | 1-5      | Gerald Fitch       | Ayuda en Acción Fuenlabrada | 24,2       |
| Noviembre | 6-10     | Novica Veličković  | Real Madrid CF              | 19,6       |
| Diciembre | 11-15    | Clay Tucker        | DKV Joventut Badalona       | 22,8       |
| Enero     | 16-20    | Federico Van Lacke | Blancos de Rueda Valladolid | 22,4       |
| Febrero   | 21-23    | Omar Cook          | Unicaja Málaga              | 20         |
| Marzo     | 24-27    | Carlos Suárez      | Asefa Estudiantes           | 23,75      |
| Abril     | 28-31    | Tiago Splitter     | Caja Laboral Baskonia       | 27,7       |
| Mayo      | 32-34    | Nik Caner-Medley   | Asefa Estudiantes           | 22,7       |

## Estadísticas

### Estadísticas individuales de liga regular
| Categoría                  | Jugador         | Equipo                      | Media  | Partidos | Total  |
| -------------------------- | --------------- | --------------------------- | ------ | -------- | ------ |
| Valoración                 | Tiago Splitter  | Caja Laboral Baskonia       | 21,2   | 29       | 614    |
| Puntos por partido         | Jaycee Carroll  | Gran Canaria 2014           | 19,1   | 34       | 649    |
| Rebotes por partido        | Esteban Batista | Ayuda en Acción Fuenlabrada | 8,35   | 31       | 259    |
| Asistencias por partido    | Omar Cook       | Unicaja Málaga              | 6      | 34       | 204    |
| Tapones por partido        | Robert Battle   | Blancos de Rueda Valladolid | 1,5    | 34       | 51     |
| Recuperaciones por partido | Tariq Kirksay   | Cajasol Sevilla             | 2,33   | 33       | 77     |
| Mates por partido          | Fran Vázquez    | Regal FC Barcelona          | 1,62   | 34       | 55     |
| Porcentaje de tiros libres | Blake Ahearn    | Asefa Estudiantes           | 98,28% | 13       | 57/58  |
| Porcentaje de tiros de 2   | Stanko Barać    | Caja Laboral Baskonia       | 68,29% | 24       | 84/123 |
| Porcentaje de Tiros de 3   | Rafa Martínez   | Power Electronics Valencia  | 52,14% | 33       | 73/140 |
| Pérdidas                   | Miloš Vujanić   | CB Murcia                   | 3,88   | 34       | 132    |

## Datos de los clubes
| Equipo                      | Entrenador          | Ciudad                     | Pabellón                      | Aforo  |
| --------------------------- | ------------------- | -------------------------- | ----------------------------- | ------ |
| Asefa Estudiantes           | Luis Casimiro       | Madrid                     | Madrid Arena                  | 10.500 |
| Ayuda en Acción Fuenlabrada | Salva Maldonado     | Fuenlabrada                | Pabellón Fernando Martín      | 5.300  |
| Bizkaia Bilbao Basket       | Fotis Katsikaris    | Bilbao                     | Bizkaia Arena                 | 10.400 |
| Blancos de Rueda Valladolid | Porfirio Fisac      | Valladolid                 | Polideportivo Pisuerga        | 6.800  |
| Caja Laboral Baskonia       | Duško Ivanović      | Vitoria                    | Fernando Buesa Arena          | 15.500 |
| Cajasol Sevilla             | Joan Plaza          | Sevilla                    | Palacio de Deportes San Pablo | 7.626  |
| CB Granada                  | Trifón Poch         | Granada                    | Municipal de Granada          | 7.358  |
| CB Murcia                   | Edu Torres          | Murcia                     | Palacio de Deportes de Murcia | 7.500  |
| DKV Joventut Badalona       | Pepu Hernández      | Badalona                   | Pabellón Olímpico de Badalona | 12.500 |
| Gran Canaria 2014           | Pedro Martínez      | Las Palmas de Gran Canaria | Centro Insular de Deportes    | 5.200  |
| Lagun Aro GBC               | Pablo Laso          | San Sebastián              | San Sebastián Arena 2016      | 11.000 |
| Meridiano Alicante          | Óscar Quintana      | Alicante                   | Centro de Tecnificación       | 5.400  |
| Power Electronics Valencia  | Neven Spahija       | Valencia                   | Pabellón Fuente de San Luis   | 9.000  |
| Real Madrid CF              | Ettore Messina      | Madrid                     | Palacio de Vistalegre         | 15.000 |
| Regal FC Barcelona          | Xavier Pascual      | Barcelona                  | Palau Blaugrana               | 8.000  |
| Suzuki Manresa              | Jaume Ponsarnau     | Manresa                    | Nou Congost                   | 5.000  |
| Unicaja Málaga              | Aíto García Reneses | Málaga                     | José María Martín Carpena     | 10.233 |
| Xacobeo Blu:sens            | Curro Segura        | Santiago de Compostela     | Multiusos Fontes do Sar       | 6.000  |

### Cambios de entrenadores
| Jda. | Club                        | Entrenador saliente | Fecha del cese          | Reemplazado por       |
| ---- | --------------------------- | ------------------- | ----------------------- | --------------------- |
| 11   | CB Murcia                   | Moncho Fernández    | 8 de diciembre de 2009  | Edu Torres            |
| 11   | Ayuda en Acción Fuenlabrada | Luis Guil           | 9 de diciembre de 2009  | Chus Mateo (interino) |
| 16   | Ayuda en Acción Fuenlabrada | Chus Mateo          | 31 de diciembre de 2009 | Salva Maldonado       |
| 17   | Bizkaia Bilbao Basket       | Txus Vidorreta      | 15 de enero de 2010     | Fotis Katsikaris      |
| 23   | DKV Joventut Badalona       | Sito Alonso         | 3 de marzo de 2010      | Pepu Hernández        |

### Equipos por comunidades autónomas
| Comunidad autónoma   | N.º | Equipos                                                         |
| -------------------- | --- | --------------------------------------------------------------- |
| Andalucía            | 3   | Cajasol Sevilla, CB Granada y Unicaja Málaga                    |
| Cataluña             | 3   | DKV Joventut Badalona, Regal FC Barcelona y Suzuki Manresa      |
| Comunidad de Madrid  | 3   | Asefa Estudiantes, Ayuda en Acción Fuenlabrada y Real Madrid CF |
| País Vasco           | 3   | Bizkaia Bilbao Basket, Caja Laboral Baskonia y Lagun Aro GBC    |
| Comunidad Valenciana | 2   | Meridiano Alicante y Power Electronics Valencia                 |
| Castilla y León      | 1   | Blancos de Rueda Valladolid                                     |
| Galicia              | 1   | Xacobeo Blu:sens                                                |
| Canarias             | 1   | Gran Canaria 2014                                               |
| Región de Murcia     | 1   | CB Murcia                                                       |

### Jugadores por nacionalidades
| País de origen         | N.º | Listado |
| ---------------------- | --- | --- |
| España                 | 90  | Ver tabla |
| Estados Unidos         | 59  | Maurice Ager, Blake Ahearn, Morris Almond, Josh Asselin, James Augustine, Maurice Bailey, Antwain Barbour, Lamont Barnes, Robert Battle, Louis Bullock, Earl Calloway, Nik Caner-Medley, Jaycee Carroll, Robert Conley, Omar Cook, Brian Cusworth, Devin Davis, Paul Davis, Taquan Dean, Jason Detrick, Juan Dixon, Zabian Dowdell, Tyrone Ellis, Josh Fisher, Gerald Fitch, Dan Grunfeld, Travis Hansen, Richard Hendrix, Mike Higgins, Kyle Hill, Bernard Hopkins, Jimmie Hunter, Marc Jackson, Pooh Jeter, Thomas Kelati, Tariq Kirksay, Larry Lewis, Chris Lofton, Rawle Marshall, Jeremiah Massey, Will McDonald, Pete Mickeal, Jim Moran, Terence Morris, Chris Moss, Gary Neal, Ahmad Nivins, Marcus Norris, Brad Oleson, Andy Panko, Roger Powell, Michael Ruffin, Melvin Sanders, Sean Singletary, Reyshawn Terry, Chris Thomas, Clay Tucker, Chris Warren y Shammond Williams |
| Argentina              | 13  | Víctor Baldo, Javier Bulfoni, Diego García, Nicolás Gianella, Juan Pedro Gutiérrez, Walter Herrmann, Hernán Jasen, Juan Ignacio Jasen, Leonardo Mainoldi, Pablo Prigioni, Matías Sandes, Maximiliano Stanic y Federico Van Lacke |
| Serbia                 | 12  | Vule Avdalović, Luka Bogdanović, Marko Jarić, Marko Marinović, Vladimir Micov, Kosta Perović, Petar Popović, Ivan Radenović, Duško Savanović, Uroš Tripković, Novica Veličković y Miloš Vujanić |
| Brasil                 | 9   | Vitor Faverani, Rafael Freire, Rafael Hettsheimeir, Marcelinho Huertas, Augusto Lima, Paulão Prestes, Tiago Splitter, Marcus Vinicius Toledo y Leo Waskiewicz |
| Croacia                | 7   | Marko Banić, Stanko Barać, Damir Markota, Drago Pasalić, Damir Rančić, Mario Stojić y Ante Tomić |
| Francia                | 6   | Nando de Colo, Stéphane Dumas, Joseph Gomis, Alain Koffi, Jérôme Moïso y Florent Piétrus |
| Lituania               | 6   | Martynas Andriuškevičius, Tomas Delininkaitis, Mindaugas Katelynas, Rimantas Kaukėnas, Darjuš Lavrinovič y Renaldas Seibutis |
| República Checa        | 6   | Luboš Bartoň, Tomas Hampl, David Jelínek, David Marek, Tomáš Satoranský y Jiří Welsch |
| Bosnia y Herzegovina   | 4   | Nihad Đedović, Ermin Jazvin, Nedžad Sinanović y Mirza Teletović |
| Australia              | 3   | Joe Ingles, Daniel Kickert y Matt Nielsen |
| Bélgica                | 3   | Yannick Driesen, Axel Hervelle y Tomas van den Spiegel |
| Eslovenia              | 3   | Jaka Lakovič, Domen Lorbek y Erazem Lorbek |
| Letonia                | 3   | Kaspars Berzins, Jānis Blūms y Kristaps Valters |
| Montenegro             | 3   | Vladimir Dašić, Vladimir Golubović y Vlado Šćepanović |
| Reino Unido            | 3   | Robert Archibald, Daniel Clark y Joel Freeland |
| Senegal                | 3   | Boniface N'Dong, Sitapha Savané y Pape Sow |
| Georgia                | 2   | Tornike Shengelia y Nikoloz Tskitishvili |
| Grecia                 | 2   | Georgios Printezis y Kostas Vasileiadis |
| Israel                 | 2   | Tal Burstein y Lior Eliyahu |
| Países Bajos           | 2   | Ewoud Kloos y Henk Norel |
| Ucrania                | 2   | Sergiy Gladyr y Sergei Lishouk |
| Uruguay                | 2   | Esteban Batista y Jayson Granger |
| Andorra                | 1   | Quino Colom |
| Belice                 | 1   | Milt Palacio |
| Bulgaria               | 1   | Kaloyan Ivanov |
| Canadá                 | 1   | Carl English |
| Finlandia              | 1   | Teemu Rannikko |
| Islandia               | 1   | Jón Arnór Stefánsson |
| Italia                 | 1   | Gianluca Basile |
| Mali                   | 1   | Amara Sy |
| Panamá                 | 1   | Rubén Douglas |
| Polonia                | 1   | Michał Ignerski |
| República D. del Congo | 1   | Christian Eyenga |
| República Dominicana   | 1   | Eulis Báez |
| Turquía                | 1   | Serkan Erdoğan |

### Jugadores españoles por comunidad
| Comunidad            | N.º | Listado |
| -------------------- | --- | --- |
| Cataluña             | 28  | Mario Fernández, Josep Franch, Iván García Casado, Jordi Grimau, Roger Grimau, Oriol Junyent, Ferran Laviña, Álex Llorca, Héctor Manzano, Rafa Martínez, Albert Miralles, Albert Moncasi, Román Montañez, Álex Mumbrú, Juan Carlos Navarro, Albert Oliver, Pierre Oriola, Xavier Puyada, Xavi Rabaseda, Xavi Rey, Pau Ribas, Guillem Rubio, Ricky Rubio, Víctor Sada, Edgar San Epifanio, Xavier Sánchez Bernat, Jordi Trias, Sergi Vidal |
| Andalucía            | 14  | Juan Alberto Aguilar, Pablo Aguilar, Bernardo Castillo, Jorge Fernández, Adrián Fuentes, Germán Gabriel, Jorge García, Isaac López, Rai López, Felipe Reyes, Berni Rodríguez, Manuel Rodríguez, Alfonso Sánchez y Sergio Sánchez |
| Comunidad de Madrid  | 13  | Javier Beirán, Tomás Bellas, Antonio Bueno, Jorge Garbajosa, Eduardo Hernández-Sonseca, Carlos Jiménez, Andrés Miso, Rafael Molina, Richard Nguema, Guillermo Rejón, Pedro Robles, Carlos Suárez y Rafael Vidaurreta |
| Islas Baleares       | 8   | Alfons Alzamora, Pedro Llompart, Sergi Llull, Joan Sastre, Miki Servera, Joan Tomàs, Pere Tomàs y Paco Vázquez |
| Comunidad Valenciana | 6   | Víctor Claver, Jesús Fernández, David Guardia, Salva Guardia, José Simeón y Juanjo Triguero |
| Galicia              | 4   | José Ángel Antelo, Mario Cabanas, Javi Rodríguez y Fran Vázquez |
| País Vasco           | 4   | Jon Cortaberría, Óscar García, Iker Iturbe y Javi Salgado |
| Canarias             | 3   | Óscar Alvarado, Carlos Cazorla y Ignacio Guigou |
| Cantabria            | 2   | David Doblas y Fernando San Emeterio |
| Castilla y León      | 2   | Daniel López y David Ortega |
| Navarra              | 2   | Ricardo Úriz y Txemi Urtasun |
| Aragón               | 1   | Rodrigo San Miguel |
| Asturias             | 1   | Saúl Blanco |
| La Rioja             | 1   | Alberto Ruíz de Galarreta |
| Región de Murcia     | 1   | José Antonio Marco |